# Макасар
Макасар (инд. Kota Makassar) главни је град провинције Јужни Сулавеси и највећи град индонезијског острва Сулавеси. Овај лучки град се налази на југозападној обали острва уз Макасарски пролаз. 
Од 16. века Макасар је био доминантни трговачки центар источне Индонезије. Холанђани су заузели овај град 1667. Од 1971. до 1999. име града је било Уџунг Панданг по преколонијалној тврђави. 
Површина града је 175,77 км². Ту је 2010. живело око 1,33 милиона људи. 